# Ma Chao
Ma Chao (176 - 222), cujo Nome Cortês era Mengqi, foi um general chinês da Dinastia Han e depois do reino de Shu.
Ma Chao foi um dos cinco generais tigres do reino de Shu, filho de Ma Teng, e primo de Ma Dai.
Ma Chao e seu irmão Ma Dai se uniu à causa do reino Shu quando Liu Bei tomou Cheng Du, capital do Reino de Han, que após este ataque se tornou capital do Reino de Shu-Han.